# Tauca (Pallasca)
Tauca es un pueblo peruano, capital del distrito homónimo, en la provincia de Pallasca, región Áncash. 
El pueblo de Tauca fue declarado monumento histórico del Perú el 26 de junio de 1987 mediante el RIVI.N° 303-87-ED.

## Clima
| Parámetros climáticos promedio de Tauca | Parámetros climáticos promedio de Tauca | Parámetros climáticos promedio de Tauca | Parámetros climáticos promedio de Tauca | Parámetros climáticos promedio de Tauca | Parámetros climáticos promedio de Tauca | Parámetros climáticos promedio de Tauca | Parámetros climáticos promedio de Tauca | Parámetros climáticos promedio de Tauca | Parámetros climáticos promedio de Tauca | Parámetros climáticos promedio de Tauca | Parámetros climáticos promedio de Tauca | Parámetros climáticos promedio de Tauca | Parámetros climáticos promedio de Tauca |
| Mes                                     | Ene.                                    | Feb.                                    | Mar.                                    | Abr.                                    | May.                                    | Jun.                                    | Jul.                                    | Ago.                                    | Sep.                                    | Oct.                                    | Nov.                                    | Dic.                                    | Anual                                   |
| --------------------------------------- | --------------------------------------- | --------------------------------------- | --------------------------------------- | --------------------------------------- | --------------------------------------- | --------------------------------------- | --------------------------------------- | --------------------------------------- | --------------------------------------- | --------------------------------------- | --------------------------------------- | --------------------------------------- | --------------------------------------- |
| Temp. máx. media (°C)                   | 25                                      | 26                                      | 26                                      | 25                                      | 23                                      | 22                                      | 21                                      | 21                                      | 21                                      | 22                                      | 23                                      | 24                                      | 23.3                                    |
| Temp. mín. media (°C)                   | 18.5                                    | 19                                      | 20                                      | 18                                      | 17                                      | 16                                      | 15                                      | 14.5                                    | 14.5                                    | 15                                      | 16                                      | 17                                      | 16.7                                    |
| Fuente: Accuweather                     |                                         |                                         |                                         |                                         |                                         |                                         |                                         |                                         |                                         |                                         |                                         |                                         |                                         |

## Historia
El pueblo de Tauca tiene profundas raíces ancestrales desde la Cultura Chavín. Referente a los asentamientos culturales establecidos en las riberas del Río Tablachaca, según estudios arqueológicos, fueron agrupaciones culturales que emigraron por el Río Santa y continuaron por el río Tablachaca, desplazándose hacia el Norte, cabe destacar y resaltar las ruinas de Galgada que consisten en un conjuntos habitacional de grandes magnitudes que corresponden a un Palacio Señorial dada a sus notables características arquitectónicas y al estilo de sus tumbas, corresponden a la cultura Precerámica, como promedio a dos mil años antes de Cristo.
A comienzos del siglo XV el Inca Pachacútec, extendió sus dominios territoriales, los pueblos de los Conchucos Bajo (los pueblos del Tablachaca) continuaron con sus costumbres ancestrales. En 1533 los conquistadores españoles, en su tránsito desde el Cajamarca hasta Pachacámac, cruzaron la Región de Conchucos; pasando por Pallasca, Corongo y por la Región de los Huaylas. En 1542, Cristóbal Ponce de León, recorre todo el Río Marañón y la Región de Conchucos en su condición de Representante Adscripto de Cristóbal Vaca de Castro. Pasa por Corongo, el Distrito de Llapo, Tauca y otras zonas de la Provincia de Pallasca tomando contactos con Curacas y Ayllus.
De 1556 a 1560 el Presbítero Pedro de Ulloa, sacerdote de la Orden de los Dominicos, construyó el primer templo cristiano del pueblo con el nombre de Parroquia de Santo Domingo de Guzmán.
En 1572, una misión política, militar y eclesiástica, siendo Virrey del Perú don Francisco de Toledo acompañado del capitán Alonso de Santoyo y Valverde, en su recorrido por los Corregimientos de Huaylas y Conchucos, se fundaron los pueblos de San Pedro de Corongo, San Marcos de Llapo y de Santo Domingo de Tauca. Al fundarse Tauca como pueblo, se creó el Ayuntamiento, con un Alcalde y dos Concejales, que fueran los encargados de administrar el gobierno del pueblo y cobrar los impuestos. Al comienzo fueron elegidos y nombrados por consenso, pero después se negociaba con los cargos; también se contaba con un Gobernador, que representaba al Virrey del Perú y se nombraba además al Cacique, cuya función principal y fundamental fue defender y amparar a los indios. Según archivos y documentos históricos los cuales corresponden al año 1735, sobre “Transferencia de Bienes”, los valores que se pagaban en pesos de oro y reales; que se especifica que la tercera parte correspondía y pertenecía a la Corona y que estaba refrendada por el Gobernador y Cacique, el noble caballero don Esteban Chuquihuara (descendiente de doña Catalina de Mori). Esto nos indica claramente, que los Caciques también representaban a la monarquía Española.
Ya durante la república, en 1825, gracias a sus aportes y contribuciones a la causa independentista, se le concede a Tauca el título de «Villa de Tauca» durante el gobierno de Simón Bolívar.
El 2 de enero de 1857 se creó el distrito de Tauca, siendo Presidente del Perú el Mariscal Ramón Castilla.
En 1861 se funda la Provincia de Pallasca estableciéndose su capital la Ciudad de Corongo.
En 1889, por Decreto Supremo del General don Remigio Morales Bermúdez, Tauca es considerada “Dos Veces Villa”. El presidente Eduardo López de Romaña, propone que sea Tauca la capital de la Provincia de Pallasca. Esta propuesta presidencial no fue muy bien recibida en los sectores gubernamentales y políticos y por ende y, en consecuencia, es elegida como la nueva capital de la Provincia la Ciudad de Cabana (30 de octubre de 1901).
Por el Decreto Ley 9395 del 1 de octubre de 1941, la Parroquia de Santo Domingo de Guzmán de Tauca es declarada «Monumento Histórico y Artístico Nacional»; durante el primer mandato presidencial del doctor Manuel Prado y Ugarteche. 
- En 1960 el arquitecto Fernando Belaúnde llegó a Tauca, quien fue impresionado por su iglesia colonial que ha sobrevivido varios sismos, el de 1946 y el de 1970 al respecto hay un artículo del ilustre visitante sobre este histórico y monumental templo, muestra del arte barroco en los roquedales de los Andes.[5]
- Por Resolución Legislativa 303 - 87 del 26 de junio de 1987, el Pueblo de Tauca es declarado «Ambiente Urbano Monumental», durante el primer mandato presidencial del doctor Alan García Pérez.

## Patrimonio histórico
- Centro histórico de Tauca. Declarado monumento histórico del Perú el 26 de junio de 1987 mediante el RIVI.N° 303-87-ED.[3]
- Iglesia de Tauca. Construida entre 1556 y 1570. Destaca por su fino arte colonial de estilo barroco. Su fachada y la nave central tienen elaborados retablos a base de estuco, mientras que en el altar mayor destaca su retablo bañado en pan de oro del siglo XVIII. Este y el retablo de Chacas son las dos únicas muestras del arte colonial barroco del departamento.[6]